# Parasemionotidae
De Parasemionotidae (Gr.: παρά, 'para' = naast, + Semionotidae) zijn een familie van uitgestorven straalvinnige beenvissen. Er zijn meer dan een dozijn geslachten uit het Vroeg- en Midden-Trias bekend. Fossielen uit mariene afzettingen zijn voornamelijk gevonden in Oost-Groenland en Madagaskar.

## Kenmerken
De Parasemionotidae zijn meer afgeleid dan de kraakbeenganoïden (Chondrostei), maar basaler dan andere nieuwvinnigen (Neopterygii).
Een gemeenschappelijk kenmerk is het ovale preoperculum (voorste kieuwdeksel), dat vaak ventraal is ingesprongen. De bovenkaak is holvormig ingesprongen aan de achterste rand. Hun tanden zijn fijn aan de achterkant en dikker aan de voorkant. De staartvin wordt ondersteund door tweeëntwintig tot vijfentwintig hoofdvinstralen.
Omdat het wanggebied van de Parasemionotidae op totaal verschillende manieren verbeend is, kunnen ze een verzameling niet-verwante vormen zijn die dezelfde ontwikkelingsgraad vertegenwoordigen. Onder dezen waren de voorouders van de Pholidophoriformes en de Amiiformes te vinden.

## Externe systematiek
De Parasemionotidae zijn de enige familie van de orde Parasemionotiformes.

## Geslachten
- Albertonia
- Broughia
- Candelarialepis
- Devillersia
- Icarealcyon
- Jacobulus
- Jurongia
- Lehmanotus
- Ospia
- Parasemionotus
- Piveteaunotus
- Promecosomina?
- Qingshania
- Stensionotus
- Suius
- Thomasinotus
- Watsonulus